# Skibob-Weltmeisterschaften 2025
Die 43. Skibob-Weltmeisterschaften fanden von 19. bis 23. Februar 2025 in Lenggries im deutschen Bundesland Bayern statt. Ausgetragen wurden die Disziplinen Super-G, Riesenslalom und Slalom. Medaillen wurden außerdem in der Kombinationswertung vergeben. Für die Organisation der Rennen am Brauneck zeichnete der Skiclub Lenggries verantwortlich. Die Gemeinde in Oberbayern war nach 2018 zum zweiten Mal Austragungsort von Skibob-Weltmeisterschaften.

## Teilnehmer
Teilnehmerländer und Anzahl der Starter in Klammern:
| Europa (7 Länder)                                                   | Europa (7 Länder)                           | Europa (7 Länder) |
| ------------------------------------------------------------------- | ------------------------------------------- | ----------------- |
| - Deutschland (18) - Kroatien (2) - Luxemburg (9) - Österreich (47) | - Polen (2) - Schweiz (9) - Tschechien (22) |                   |
| Amerika (2 Länder)                                                  |                                             |                   |
| - Brasilien (1)                                                     | - Chile (1)                                 |                   |

## Medaillenspiegel
Berücksichtigt sind nur die Rennen in der allgemeinen Klasse.
| Platz | Land        |   |   |   |    |
| ----- | ----------- | - | - | - | -- |
| 1     | Tschechien  | 4 | 5 | 1 | 10 |
| 2     | Österreich  | 4 | 3 | 5 | 12 |
| 3     | Deutschland | – | 1 | 1 | 2  |

## Herren

### Super-G
| Platz | Land | Sportler           | Zeit (min) |
| ----- | ---- | ------------------ | ---------- |
| 01    | AUT  | Joachim Knauß      | 0:55,84    |
| 02    | AUT  | Leonhard Wegmayr   | 0:55,92    |
| 03    | CZE  | Pavel Čiháček      | 0:57,54    |
| 04    | AUT  | Markus Achleitner  | 0:57,70    |
| 05    | SUI  | Franz Tschümperlin | 0:58,43    |
| 06    | AUT  | Roland Wlezcek     | 0:58,57    |
| 07    | AUT  | Julian Hager       | 0:59,28    |
| 07    | AUT  | Michael Höller     | 0:59,28    |
| 09    | AUT  | Lukas Kalinitsch   | 0:59,29    |
| 10    | AUT  | Martin Gastl       | 0:59,56    |

Datum: 20. Februar, 9:00 Uhr

Strecke: Weltcupstrecke

Starthöhe: 1023 m, Zielhöhe: 753 m

Höhenunterschied: 270 m, Länge: 1075 m

Kurssetzer: Klaus Mayrhofer (AUT), 30 Tore
35 Sportler am Start, davon 32 klassiert

Disqualifiziert: Björn Walter (SUI)
Titelverteidiger:  Joachim Knauß

### Riesenslalom
| Platz | Land | Sportler           | Zeit (min) |
| ----- | ---- | ------------------ | ---------- |
| 01    | AUT  | Joachim Knauß      | 1:29,67    |
| 02    | CZE  | Pavel Čiháček      | 1:29,83    |
| 03    | AUT  | Markus Achleitner  | 1:30,94    |
| 04    | SUI  | Franz Tschümperlin | 1:32,52    |
| 05    | AUT  | Roland Wlezcek     | 1:33,21    |
| 06    | AUT  | Harald Auer        | 1:33,49    |
| 07    | AUT  | Lukas Kalinitsch   | 1:33,60    |
| 08    | AUT  | Martin Gastl       | 1:33,65    |
| 09    | AUT  | Julian Hager       | 1:34,08    |
| 10    | CZE  | Dominik Harnach    | 1:35,55    |

Datum: 22. Februar, 9:30 Uhr bzw. 13:15 Uhr

Strecke: Weltcupstrecke

Starthöhe: 931 m, Zielhöhe: 753 m

Höhenunterschied: 178 m, Länge: 590 m

Kurssetzer 1. Durchgang: Helmut Winkler (AUT), 26 Tore

Kurssetzer 2. Durchgang: Reto Gubelmann (SUI), 28 Tore
35 Sportler am Start, davon 33 klassiert

Titelverteidiger:  Pavel Čiháček

### Slalom
| Platz | Land | Sportler          | Zeit (min) |
| ----- | ---- | ----------------- | ---------- |
| 01    | CZE  | Pavel Čiháček     | 1:56,65    |
| 02    | AUT  | Joachim Knauß     | 1:57,53    |
| 03    | AUT  | Markus Achleitner | 2:00,10    |
| 04    | AUT  | Lukas Kalinitsch  | 2:03,13    |
| 05    | AUT  | Roland Wlezcek    | 2:03,59    |
| 06    | AUT  | Harald Auer       | 2:04,94    |
| 07    | AUT  | Michael Höller    | 2:05,59    |
| 08    | AUT  | Leonhard Wegmayr  | 2:06,37    |
| 09    | CZE  | Aleš Housá        | 2:07,07    |
| 10    | AUT  | Martin Gastl      | 2:07,14    |

Datum: 21. Februar, 16:15 Uhr bzw. 18:00 Uhr

Strecke: Weltcupstrecke

Starthöhe: 931 m, Zielhöhe: 753 m

Höhenunterschied: 178 m, Länge: 590 m

Kurssetzer 1. Durchgang: Klaus Mayrhofer (AUT), 53 Tore

Kurssetzer 2. Durchgang: Markus Moser (AUT)
34 Sportler am Start, davon 29 klassiert

Ausgeschieden u. a.: Franz Tschümperlin (SUI)
Titelverteidiger:  Joachim Knauß

### Kombination
| Platz | Land | Sportler          | Zeit (min) |
| ----- | ---- | ----------------- | ---------- |
| 01    | AUT  | Joachim Knauß     | 4:23,04    |
| 02    | CZE  | Pavel Čiháček     | 4:24,02    |
| 03    | AUT  | Markus Achleitner | 4:28,74    |
| 04    | AUT  | Roland Wlezcek    | 4:35,37    |
| 05    | AUT  | Lukas Kalinitsch  | 4:36,02    |
| 06    | AUT  | Harald Auer       | 4:38,37    |
| 07    | AUT  | Martin Gastl      | 4:40,35    |
| 08    | AUT  | Michael Höller    | 4:40,58    |
| 09    | CZE  | Dominik Harnach   | 4:43,05    |
| 10    | CZE  | Aleš Housá        | 4:47,42    |

Das Ergebnis der Kombination setzt sich aus den addierten Zeiten von Super-G, Riesenslalom und Slalom zusammen.

27 Sportler klassiert
Titelverteidiger:  Pavel Čiháček

## Damen

### Super-G
| Platz | Land | Sportler              | Zeit (min) |
| ----- | ---- | --------------------- | ---------- |
| 01    | AUT  | Lisa Zaff             | 1:00,42    |
| 02    | CZE  | Stanislava Preclíková | 1:02,73    |
| 03    | GER  | Silvia Steininger     | 1:03,39    |
| 04    | CZE  | Aneta Havlíčková      | 1:03,64    |
| 05    | CZE  | Marie Anna Husková    | 1:03,77    |
| 06    | AUT  | Iris Lienhard         | 1:04,33    |
| 07    | AUT  | Pia Zoister           | 1:04,75    |
| 08    | SUI  | Samira Walter         | 1:05,01    |
| 09    | AUT  | Maria Kalinitsch      | 1:07,90    |
| 10    | SUI  | Livia Tschümperlin    | 1:10,68    |

Datum: 20. Februar, 9:00 Uhr

Strecke: Weltcupstrecke

Starthöhe: 1023 m, Zielhöhe: 753 m

Höhenunterschied: 270 m, Länge: 1075 m

Kurssetzer: Klaus Mayrhofer (AUT), 30 Tore
14 Sportlerinnen am Start, davon 13 klassiert

Titelverteidigerin:  Lisa Zaff

### Riesenslalom
| Platz | Land | Sportler                      | Zeit (min) |
| ----- | ---- | ----------------------------- | ---------- |
| 01    | CZE  | Stanislava Preclíková         | 1:38:83    |
| 02    | AUT  | Iris Lienhard                 | 1:38,86    |
| 02    | GER  | Silvia Steininger             | 1:38,86    |
| 04    | CZE  | Anna Marie Husková            | 1:39,88    |
| 05    | AUT  | Maria Kalinitsch              | 1:42,60    |
| 06    | SUI  | Samira Walter                 | 1:43,17    |
| 07    | AUT  | Pia Zoister                   | 1:45,20    |
| 08    | SUI  | Livia Tschümperlin            | 1:49,44    |
| 09    | SUI  | Ciara Tschümperlin            | 1:57,74    |
| 10    | BRA  | Christiane Driemeyer-Stenchly | 2:08,93    |

Datum: 22. Februar, 9:30 Uhr bzw. 13:15 Uhr

Strecke: Weltcupstrecke

Starthöhe: 931 m, Zielhöhe: 753 m

Höhenunterschied: 178 m, Länge: 590 m

Kurssetzer 1. Durchgang: Helmut Winkler (AUT), 26 Tore

Kurssetzer 2. Durchgang: Reto Gubelmann (SUI), 28 Tore
14 Sportlerinnen am Start, davon 11 klassiert

Ausgeschieden: Lisa Zaff (AUT)
Titelverteidigerin:  Stanislava Preclíková

### Slalom
| Platz | Land | Sportler                      | Zeit (min) |
| ----- | ---- | ----------------------------- | ---------- |
| 01    | CZE  | Marie Anna Husková            | 2:12,88    |
| 02    | CZE  | Stanislava Preclíková         | 2:13,80    |
| 03    | AUT  | Iris Lienhard                 | 2:15,84    |
| 04    | GER  | Silvia Steininger             | 2:20,21    |
| 05    | AUT  | Maria Kalinitsch              | 2:20,92    |
| 06    | SUI  | Samira Walter                 | 2:32,32    |
| 07    | SUI  | Ciara Tschümperlin            | 2:36,78    |
| 08    | AUT  | Pia Zoister                   | 2:38,81    |
| 09    | BRA  | Christiane Driemeyer-Stenchly | 3:01,32    |

Datum: 21. Februar, 16:15 bzw. 18:00 Uhr

Strecke: Weltcupstrecke

Starthöhe: 931 m, Zielhöhe: 753 m

Höhenunterschied: 178 m, Länge: 590 m

Kurssetzer 1. Durchgang: Klaus Mayrhofer (AUT), 53 Tore

Kurssetzer 2. Durchgang: Markus Moser (AUT)
15 Sportlerinnen am Start, davon 9 klassiert

Ausgeschieden u. a.: Livia Tschümperlin (SUI)
Titelverteidigerin:  Stanislava Preclíková

### Kombination
| Platz | Land | Sportler                      | Zeit (min) |
| ----- | ---- | ----------------------------- | ---------- |
| 01    | CZE  | Stanislava Preclíková         | 4:55,36    |
| 02    | CZE  | Anna Marie Husková            | 4:56,53    |
| 03    | AUT  | Iris Lienhard                 | 4:59,03    |
| 04    | GER  | Silvia Steininger             | 5:02,46    |
| 05    | AUT  | Maria Kalinitsch              | 5:11,42    |
| 06    | SUI  | Samira Walter                 | 5:20,50    |
| 07    | AUT  | Pia Zoister                   | 5:28,76    |
| 08    | SUI  | Ciara Tschümperlin            | 5:51,80    |
| 09    | BRA  | Christiane Driemeyer-Stenchly | 6:32,43    |

Das Ergebnis der Kombination setzt sich aus den addierten Zeiten von Super-G, Riesenslalom und Slalom zusammen.

9 Sportlerinnen klassiert
Titelverteidigerin:  Stanislava Preclíková

## Altersklassen
Neben den Herren- und Damenrennen in der allgemeinen Klasse wurden in allen Disziplinen auch die Weltmeister in den Altersklassen Kinder 12 (weiblich und männlich), Schüler 15 (weiblich und männlich), Jugend 19 (weiblich und männlich), Masters (nur weiblich), Masters 30, Masters 40, Masters 50 und Masters 60 (alle nur männlich) ermittelt.